# Município de Butler (condado de Richland, Ohio)
Localização do Ohio nos E.U.A.
O município de Butler (em inglês: Butler Township) é um local localizado no condado de Richland no estado estadounidense de Ohio. No ano 2010 tinha uma população de 1205 habitantes e uma densidade populacional de 18,25 pessoas por km².

## Geografia
O município de Butler encontra-se localizado nas coordenadas 40° 56′ 52″ N, 82° 27′ 41″ O. Segundo o Departamento do Censo dos Estados Unidos, o município tem uma superfície total de 66.03 km², da qual 65,89 km² correspondem a terra firme e (0,21 %) 0,14 km² é água.

## Demografia
Segundo o censo de 2010, tinha 1205 pessoas residindo no município de Butler. A densidade de população era de 18,25 hab./km².